# Маркел (Радишевський)
Маркел Радишевський (в миру Миколай Романович Радишевський; помер 29 листопада 1742) — єпископ Россійскої православної церкви, єпископ Корельський і Ладозький. 
Один із противників реформ Петра I, який направив свою опозицію на Феофана Прокоповича, його колишнього друга і товариша по вчителюванню в Київській академії в 1710-х роках. 

## Біографія
30 червня 1721 року призначений обер-ієромонахом при флоті на острові Котлін (Кронштадт).
Завдяки Феофану, що став 1718 року єпископом, Маркел в 1724 році отримав сан архимандрита Псково-Печерського, а пізніше Юр'євського монастиря.
У 1725 році, на допиті у Преображенській канцелярії за звинуваченням у викраденні коштовностей Печерського монастиря, Маркел раптом став викривати Феофана в «противностях православній церкві», в лютеранстві , і це стало початком процесу, що тривав довгі роки, втягнувши у себе багатьох знатних осіб і згубив багатьох. Сам Маркел кілька років утримувався під «міцною вартою» у Преображенському приказі, потім жив у Симоновому монастирі , користуючись значною свободою. 
Зійшовшись потім із духівником імператриці Анни, Варлаамом, Маркелл знову став доносити на Феофана за його «єретичні вчення» і написав навіть «Житіє новгородського архієпископа, єретика Феофана Прокоповича» і «Заперечення на оголошення про чернецтво, на Регламент духовний і на книгу про блаженства»; був знову заарештований і засуджений до смертної кари, але помилуваний і засланий до Білозерського монастиря (1732). 
У 1738 році викликаний знову на допит в Таємну канцелярію.
У 1740 році звільнений.
24 січня 1741 року знову призначений настоятелем Юр'євого монастиря і ректором Новгородської семінарії
10 січня 1742 року хіротонізований на єпископа Корельського і Ладозького, коад'ютора Новгородського архієпископа . 
Помер 29 листопада 1742 року о 6-й годині ранку і був похований в Юр'євому монастирі. 

## Твори
- О житии еретика Феофана Прокоповича, архиепископа Новгородского. // Чтения в Императорском обществе истории и древностей российских при московском университете. 1862. Январь-март. Книга первая.— С. 1—92. [Архівовано 11 січня 2019 у Wayback Machine.]
- Возражения на объявление о монашестве, на Регламент духовный и на книгу о блаженствах